# Ixodes hydromyidis
Ixodes hydromyidis (лат.) — вид клещей рода Ixodes из семейства Ixodidae. Австралия: Западная Австралия. Паразитируют на млекопитающих (Болотная крыса — Rattus fuscipes, чёрная крыса, бобровая крыса — Hydromys chrysogaster). Вид был впервые описан в 1931 году австралийским зоологом Д. Сваном (D. C. Swan, University of Western Australia).